# Hugo Dittberner
Hugo Dittberner (Gieboldehausen, 1944. november 16. –) német író, költő. Tagja a Német PEN Center és Akademie der Wissenschaften und der Literatur társaságnak.

## Életrajza
Érettségi után germanisztikát, történelmet és filozófiát tanult Göttingenben. Egy ideig tanított a karlsruhei egyetemen, majd 1976 óta szabadúszó író.

## Művei
- Donnervogel, Göttingen, 1973 (Jens Wilkével)
- Pasjes, Bergen, Holland, 1973
- Rutschbahn, Kassel, 1973
- Die frühen Romane Heinrich Manns, Göttingen, 1974
- Heinrich Mann, Frankfurt am Main 1974
- Das Internat, Darmstadt, 1974
- Der Biß ins Gras, Köln, 1976
- Kurzurlaub, Darmstadt, 1976
- Draußen im Dorf, Reinbek bei Hamburg, 1978
- Jacobs Sieg, Reinbek bei Hamburg, 1979
- Ruhe hinter Gardinen, Reinbek bei Hamburg, 1980
- Die gebratenen Tauben, Reinbek bei Hamburg, 1981
- Drei Tage Unordnung, Bielefeld, 1983
- Der Tisch unter den Wolken, Göttingen, 1986
- Wie man Provinzen erobert, Reinbek bei Hamburg, 1986
- Die Wörter, der Wind, Bergen, Holland, 1988
- Geschichte einiger Leser, Zürich, 1990
- Im Lehm, Bergen, Holland, 1992
- Das letzte fliegende Weiß, Bergen, 1992
- Über Wohltäter, Zürich, 1992
- Das letzte fliegende Weiß, Köln, 1994
- Wolken und Vögel und Menschentränen, Göttingen, 1995
- Was ich sagen könnte, Stuttgart, 1996
- Wasser-Elegien, zu Klampen Verlag, Springe, 1997
- Arche nova, Göttingen, 1998
- Versuch zu rühmen, Darmstadt, 1999
- Vor den Pferdeweiden, Bergen, Holland, 1999
- Morgenübungen, München, 2000
- Das älteste Testament, zu Klampen Verlag, Springe, 2007
- Das Seevokabularium. Wallstein-Verlag, Göttingen, 2010

## Fordítás
- Ez a szócikk részben vagy egészben  a   Hugo Dittberner című német Wikipédia-szócikk fordításán alapul.  Az eredeti cikk szerkesztőit annak laptörténete sorolja fel. Ez a jelzés csupán a megfogalmazás eredetét és a szerzői jogokat jelzi, nem szolgál a cikkben szereplő információk forrásmegjelöléseként.